# Президентски избори в Египет (2014)
Президентските избори в Египет през 2014 г. се провеждат между 26 и 28 май. Взимат участие само двама кандидати, бившият египетски министър на отбраната Абдел Фатах Сиси и Хамдин Сабахи от Партия на достойнството. Сиси печели изборите с убедителна преднина, като получава близо 97% от гласовете.

## Резултати
| Кандидати                                     | Кандидати                                     | Партия                                        | Гласове    | %     |
| --------------------------------------------- | --------------------------------------------- | --------------------------------------------- | ---------- | ----- |
|                                               | Абдел Фатах Сиси                              | безпартиен                                    | 23 780 114 | 96,91 |
|                                               | Хамден Сабахи                                 | Партия на достойнството                       | 757 511    | 3,09  |
|                                               |                                               |                                               |            |       |
| Действителни гласове                          | Действителни гласове                          | Действителни гласове                          | 24 537 625 | 95,93 |
| Невалидни/празни гласове                      | Невалидни/празни гласове                      | Невалидни/празни гласове                      | 1 040 608  | 4,07  |
| Общо                                          | Общо                                          | Общо                                          | 25 578 233 | 100   |
| Регистрирани избиратели/избирателна активност | Регистрирани избиратели/избирателна активност | Регистрирани избиратели/избирателна активност | 53 848 890 | 47,50 |
| Източник: Ahram Online                        |                                               |                                               |            |       |